# نارات-چوکور
نارات-چوکور (به لاتین: Narat-Chukur) یک منطقهٔ مسکونی در روسیه است که در باشقیرستان واقع شده‌است.